# 国際ボクシング連盟世界王者一覧

国際ボクシング連盟世界王者一覧 (こくさいボクシングれんめいせかいおうじゃいちらん)は、プロボクシング王座認定団体の「国際ボクシング連盟」 (IBF)の世界王者の一覧表。各階級毎に正規王座と暫定王座に分けて掲載しており、正規王座の防衛数の括弧部分の数字は暫定王座時の防衛数と正規王座の防衛数を合わせた防衛数である。

## ミニマム級
| 代 | 名前                                | 国籍             | 在位期間                               | 防衛回数 |
| -- | ----------------------------------- | ---------------- | -------------------------------------- | -------- |
| 初 | 李敬渕                              | 韓国             | 1987年6月14日 - 1987年12月（返上）     | 0        |
| 2  | サムット・シスナルポン              | タイ             | 1988年3月24日 - 1989年6月17日          | 2        |
| 3  | ニコ・トーマス                      | インドネシア     | 1989年6月17日 - 1989年9月21日          | 0        |
| 4  | エリック・チャベス                  | フィリピン       | 1989年9月21日 - 1990年2月22日          | 0        |
| 5  | ファーラン・サックリン              | タイ             | 1990年2月22日 - 1992年12月10日         | 7        |
| 6  | マニー・メルチョル                  | フィリピン       | 1992年9月6日 - 1992年12月10日          | 0        |
| 7  | ラタナポン・ソーウォラピン          | タイ             | 1992年12月10日 - 1996年3月16日（剥奪） | 12       |
| 8  | ラタナポン・ソーウォラピン（2期目） | タイ             | 1996年5月18日 - 1997年12月28日         | 6        |
| 9  | ゾラニ・ペテロ                      | 南アフリカ共和国 | 1997年12月28日 - 2000年11月2日（返上） | 5        |
| 10 | ロベルト・カルロス・レイバ          | メキシコ         | 2001年4月29日 - 2002年8月9日           | 1        |
| 11 | ミゲール・バレラ                    | コロンビア       | 2002年8月9日 - 2003年5月31日           | 1        |
| 12 | エドガル・カルデナス                | メキシコ         | 2003年5月31日 - 2003年10月4日          | 0        |
| 13 | ダニエル・レイジェス                | コロンビア       | 2003年10月4日 - 2004年9月14日          | 1        |
| 14 | ムハンマド・ラクマン                | インドネシア     | 2004年9月14日 - 2007年7月7日           | 3        |
| 15 | フローレンテ・コンデス              | フィリピン       | 2007年7月7日 - 2008年6月14日           | 0        |
| 16 | ラウル・ガルシア                    | メキシコ         | 2008年6月14日 - 2010年3月26日          | 4        |
| 17 | ヌコシナチ・ジョイ                  | 南アフリカ共和国 | 2010年3月26日 - 2012年9月1日           | 2        |
| 18 | マリオ・ロドリゲス                  | メキシコ         | 2012年9月1日 - 2013年3月30日           | 0        |
| 19 | 高山勝成                            | 日本             | 2013年3月30日 - 2014年8月9日           | 2        |
| 20 | フランシスコ・ロドリゲス・ジュニア  | メキシコ         | 2014年8月9日 - 2014年10月1日（返上）   | 0        |
| 21 | 高山勝成（2期目）                   | 日本             | 2014年12月31日 - 2015年12月31日        | 2        |
| 22 | ホセ・アルグメド                    | メキシコ         | 2015年12月31日 - 2017年7月23日         | 3        |
| 23 | 京口紘人                            | 日本             | 2017年7月23日 - 2018年8月11日（返上）  | 2        |
| 24 | カルロス・リコナ                    | アメリカ合衆国   | 2018年12月1日 - 2019年2月16日          | 0        |
| 25 | ディージェイ・クリエル              | 南アフリカ共和国 | 2019年2月16日 - 2019年8月24日（返上）  | 0        |
| 26 | ペドロ・タドゥラン                  | フィリピン       | 2019年9月7日 - 2021年2月27日           | 1        |
| 27 | レネ・マーク・クアルト              | フィリピン       | 2021年2月27日 - 2022年7月11日          | 1        |
| 28 | ダニエル・バジャダレス              | メキシコ         | 2022年7月11日 - 2023年10月7日          | 1        |
| 29 | 重岡銀次朗                          | 日本             | 2023年10月7日 - 2024年7月28日          | 1（2）   |
| 30 | ペドロ・タドゥラン（2期目）         | フィリピン       | 2024年7月28日 - 現在                   | 0        |

### 暫定王座
| 名前       | 国籍 | 在位期間                                                    | 防衛回数 |
| ---------- | ---- | ----------------------------------------------------------- | -------- |
| 重岡銀次朗 | 日本 | 2023年4月16日 - 2023年10月7日（王座統一により正規王座昇格） | 1        |

## ライトフライ級
| 代 | 名前                              | 国籍             | 在位期間                               | 防衛回数 |
| -- | --------------------------------- | ---------------- | -------------------------------------- | -------- |
| 初 | ドディ・ボーイ・ペニャロサ        | フィリピン       | 1983年12月10日 - 1986年7月18日（剥奪） | 3        |
| 2  | 崔漸煥                            | 韓国             | 1986年12月7日 - 1988年11月4日          | 3        |
| 3  | タシー・マカロス                  | フィリピン       | 1988年11月4日 - 1989年5月2日           | 1        |
| 4  | ムアンチャイ・キティカセム        | タイ             | 1989年5月2日 - 1990年7月29日           | 3        |
| 5  | マイケル・カルバハル              | アメリカ合衆国   | 1990年7月29日 - 1994年2月19日          | 9        |
| 6  | ウンベルト・ゴンザレス            | メキシコ         | 1994年2月19日 - 1995年7月15日          | 3        |
| 7  | サマン・ソーチャトロン            | タイ             | 1995年7月15日 - 1995年11月17日（剥奪） | 1        |
| 8  | マイケル・カルバハル（2期目）     | アメリカ合衆国   | 1996年3月16日 - 1997年1月18日          | 2        |
| 9  | マウリシオ・パストラナ            | コロンビア       | 1997年1月18日 - 1997年5月9日（剥奪）   | 0        |
| 10 | マウリシオ・パストラナ（2期目）   | コロンビア       | 1997年12月13日 - 1998年8月28日（剥奪） | 1        |
| 11 | ウィル・グリッグスピー            | アメリカ合衆国   | 1998年12月18日 - 1999年10月2日         | 1        |
| 12 | リカルド・ロペス                  | メキシコ         | 1999年10月2日 - 2002年11月27日（返上） | 2        |
| 13 | ホセ・ビクトル・ブルゴス          | メキシコ         | 2003年2月15日 - 2005年5月14日          | 2        |
| 14 | ウィル・グリッグスビー（2期目）   | アメリカ合衆国   | 2005年5月14日 - 2006年1月7日           | 0        |
| 15 | ウリセス・ソリス                  | メキシコ         | 2006年1月7日 - 2009年4月19日           | 8        |
| 16 | ブライアン・ビロリア              | アメリカ合衆国   | 2009年4月19日 - 2010年1月23日          | 1        |
| 17 | カルロス・タマラ                  | コロンビア       | 2010年1月23日 - 2010年5月29日          | 0        |
| 18 | ルイス・アルベルト・ラサルテ      | アルゼンチン     | 2010年5月29日 - 2011年4月30日          | 2        |
| 19 | ウリセス・ソリス（2期目）         | メキシコ         | 2011年4月30日 - 2012年7月20日（剥奪）  | 1        |
| 20 | ジョンリル・カシメロ              | フィリピン       | 2012年7月31日 - 2014年5月2日（剥奪）   | 3        |
| 21 | ハビエル・メンドーサ              | メキシコ         | 2014年9月20日 - 2015年12月29日         | 1        |
| 22 | 八重樫東                          | 日本             | 2015年12月29日 - 2017年5月21日         | 2        |
| 23 | ミラン・メリンド                  | フィリピン       | 2017年5月21日 - 2017年12月31日         | 1（2）   |
| 24 | 田口良一                          | 日本             | 2017年12月31日 - 2018年5月20日         | 0        |
| 25 | ヘッキー・ブドラー                | 南アフリカ共和国 | 2018年5月20日 - 2018年7月25日（返上）  | 0        |
| 26 | フェリックス・アルバラード        | ニカラグア       | 2018年10月29日 - 2022年3月21日（返上） | 2        |
| 27 | シベナティ・ノンティンガ          | 南アフリカ共和国 | 2022年9月3日 - 2023年11月4日           | 1        |
| 28 | エイドリアン・クリエル            | メキシコ         | 2023年11月4日 - 2024年2月16日          | 0        |
| 29 | シベナティ・ノンティンガ（2期目） | 南アフリカ共和国 | 2024年2月16日 - 2024年10月12日         | 0        |
| 30 | 矢吹正道                          | 日本             | 2024年10月12日 - 現在                  | 0        |

### 暫定王座
| 名前                 | 国籍       | 在位期間                                                     | 防衛回数 |
| -------------------- | ---------- | ------------------------------------------------------------ | -------- |
| ジョンリル・カシメロ | フィリピン | 2012年2月10日 - 2012年7月20日（正規王座昇格）                | 0        |
| ミラン・メリンド     | フィリピン | 2016年11月26日 - 2017年5月21日（王座統一により正規王座昇格） | 1        |

## フライ級
| 代 | 名前                         | 国籍             | 在位期間                                | 防衛回数 |
| -- | ---------------------------- | ---------------- | --------------------------------------- | -------- |
| 初 | 権順天                       | 韓国             | 1983年12月24日 - 1985年12月20日         | 6        |
| 2  | 鄭鐘寛                       | 韓国             | 1985年12月20日 - 1986年4月27日          | 0        |
| 3  | 鄭飛源                       | 韓国             | 1986年4月27日 - 1986年8月2日            | 0        |
| 4  | 申喜燮                       | 韓国             | 1986年8月2日 - 1987年2月23日            | 1        |
| 5  | ドディ・ボーイ・ペニャロサ   | フィリピン       | 1987年2月23日 - 1987年9月6日            | 0        |
| 6  | 崔昌鎬                       | 韓国             | 1987年9月6日 - 1988年1月16日            | 1        |
| 7  | ローランド・ボホール         | フィリピン       | 1988年1月16日 - 1988年10月5日           | 1        |
| 8  | デューク・マッケンジー       | イギリス         | 1988年10月5日 - 1989年6月8日            | 1        |
| 9  | デーブ・マコーリー           | イギリス         | 1989年6月8日 - 1992年6月11日            | 5        |
| 10 | ロドルフォ・ブランコ         | コロンビア       | 1992年6月11日 - 1992年11月29日          | 0        |
| 11 | ピチット・シスパンプラチャン | タイ             | 1992年11月29日 - 1994年11月25日（返上） | 5        |
| 12 | フランシスコ・テヘドール     | コロンビア       | 1995年2月18日 - 1995年4月22日           | 2        |
| 13 | ダニー・ロメロ               | アメリカ合衆国   | 1995年4月22日 - 1996年1月1日（返上）    | 1        |
| 14 | マーク・ジョンソン           | アメリカ合衆国   | 1996年5月4日 - 1998年9月（返上）        | 7        |
| 15 | イレーネ・パチェコ           | コロンビア       | 1999年4月10日 - 2004年12月16日          | 6        |
| 16 | ビック・ダルチニアン         | オーストラリア   | 2004年12月16日 - 2007年7月7日           | 6        |
| 17 | ノニト・ドネア               | フィリピン       | 2007年7月7日 - 2009年7月14日（返上）    | 3        |
| 18 | モルティ・ムザラネ           | 南アフリカ共和国 | 2009年11月20日 - 2014年1月13日（返上）  | 4        |
| 19 | アムナット・ルエンロン       | タイ             | 2014年1月22日 - 2016年5月25日           | 5        |
| 20 | ジョンリル・カシメロ         | フィリピン       | 2016年5月25日 - 2016年12月20日（返上）  | 1        |
| 21 | ドニー・ニエテス             | フィリピン       | 2017年4月29日 - 2018年4月11日（返上）   | 1        |
| 22 | モルティ・ムザラネ (2期目)   | 南アフリカ共和国 | 2018年7月15日 - 2021年4月30日           | 3        |
| 23 | サニー・エドワーズ           | イギリス         | 2021年4月30日 - 2023年12月16日          | 4        |
| 24 | ジェシー・ロドリゲス         | アメリカ合衆国   | 2023年12月16日 - 2024年3月27日（返上）  | 0        |
| 25 | アンヘル・アヤラ             | メキシコ         | 2024年8月9日 - 2025年3月29日            | 0        |
| 26 | 矢吹正道                     | 日本             | 2025年3月29日 -                         | 0        |

### 暫定王座
| 名前             | 国籍     | 在位期間                       | 防衛回数 |
| ---------------- | -------- | ------------------------------ | -------- |
| ロビー・リーガン | イギリス | 1995年12月16日 - 1996年 (返上) | 0        |

## スーパーフライ級
| 代 | 名前                                   | 国籍             | 在位期間                              | 防衛回数 |
| -- | -------------------------------------- | ---------------- | ------------------------------------- | -------- |
| 初 | 全周都                                 | 韓国             | 1983年12月10日 - 1985年5月4日         | 5        |
| 2  | エリー・ピカル                         | インドネシア     | 1985年5月4日 - 1986年2月15日          | 1        |
| 3  | セサール・ポロンコ                     | ドミニカ共和国   | 1986年2月15日 - 1986年7月5日          | 0        |
| 4  | エリー・ピカル (2期目)                 | インドネシア     | 1986年7月5日 - 1987年2月28日 (剥奪)   | 1        |
| 5  | 張太日                                 | 韓国             | 1987年5月17日 - 1987年10月17日        | 0        |
| 6  | エリー・ピカル (3期目)                 | インドネシア     | 1987年10月17日 - 1989年10月14日       | 3        |
| 7  | ファン・ポロ・ペレス                   | コロンビア       | 1989年10月14日 - 1990年4月21日        | 0        |
| 8  | ロバート・キロガ                       | アメリカ合衆国   | 1990年4月21日 - 1993年1月16日         | 5        |
| 9  | フリオ・セサール・バルボア             | メキシコ         | 1993年1月16日 - 1994年8月29日         | 5        |
| 10 | ハロルド・グレイ                       | コロンビア       | 1994年8月29日 - 1995年10月7日         | 3        |
| 11 | カルロス・ガブリエル・サラサール       | アルゼンチン     | 1995年10月7日 - 1996年4月27日         | 1        |
| 12 | ハロルド・グレイ (2期目)               | コロンビア       | 1996年4月27日 - 1996年8月24日         | 0        |
| 13 | ダニー・ロメロ                         | アメリカ合衆国   | 1996年8月24日 - 1997年7月18日         | 2        |
| 14 | ジョニー・タピア                       | アメリカ合衆国   | 1997年7月18日 - 1998年12月5日 (返上)  | 2        |
| 15 | マーク・ジョンソン                     | アメリカ合衆国   | 1999年4月24日 - 2000年2月12日 (剥奪)  | 2        |
| 16 | フェリックス・マチャド                 | ベネズエラ       | 2000年7月22日 - 2003年1月4日          | 3        |
| 17 | ルイス・アルベルト・ペレス             | ニカラグア       | 2003年1月4日 - 2006年11月3日 (剥奪)   | 3        |
| 18 | ディミトリー・キリロフ                 | ロシア           | 2007年10月13日 - 2008年8月2日         | 1        |
| 19 | ビック・ダルチニアン                   | オーストラリア   | 2008年8月2日 - 2009年7月28日 (返上)   | 2        |
| 20 | シンピウェ・ノンクアイ                 | 南アフリカ共和国 | 2009年9月15日 - 2010年7月31日         | 1        |
| 21 | ファン・アルベルト・ロサス             | メキシコ         | 2010年7月31日 - 2010年12月11日        | 0        |
| 22 | クリスチャン・ミハレス                 | メキシコ         | 2010年12月11日 - 2011年8月20日 (返上) | 1        |
| 23 | ロドリゴ・ゲレロ                       | メキシコ         | 2011年10月8日 - 2012年2月11日         | 0        |
| 24 | ファン・カルロス・サンチェス・ジュニア | メキシコ         | 2012年2月11日 - 2013年6月8日 (剥奪)   | 2        |
| 25 | 亀田大毅                               | 日本             | 2013年9月3日 - 2014年3月19日 (返上)   | 0        |
| 26 | ゾラニ・テテ                           | 南アフリカ共和国 | 2014年7月18日 - 2015年6月2日 (返上)   | 1        |
| 27 | マックジョー・アローヨ                 | プエルトリコ     | 2015年7月18日 - 2016年9月3日          | 0        |
| 28 | ヘルウィン・アンカハス                 | フィリピン       | 2016年9月3日 - 2022年2月26日          | 9        |
| 29 | フェルナンド・マルティネス             | アルゼンチン     | 2022年2月26日 - 2024年10月29日 (返上) | 3        |

## バンタム級
| 代 | 名前                           | 国籍             | 在位期間                               | 防衛回数 |
| -- | ------------------------------ | ---------------- | -------------------------------------- | -------- |
| 初 | 新垣諭                         | 日本             | 1984年4月15日 - 1985年4月26日          | 1        |
| 2  | ジェフ・フェネック             | オーストラリア   | 1985年4月26日 - 1987年2月10日 (返上)   | 3        |
| 3  | ケルビン・シーブルックス       | アメリカ合衆国   | 1987年5月15日 - 1988年7月9日           | 3        |
| 4  | オルランド・カニザレス         | アメリカ合衆国   | 1988年7月9日 - 1994年12月21日 (返上)   | 16       |
| 5  | ハロルド・メストレ             | コロンビア       | 1995年1月21日 - 1995年4月29日          | 0        |
| 6  | ムブレロ・ボティーレ           | 南アフリカ共和国 | 1995年4月29日 - 1997年7月19日          | 5        |
| 7  | ティム・オースティン           | アメリカ合衆国   | 1997年7月19日 - 2003年2月15日          | 9        |
| 8  | ラファエル・マルケス           | メキシコ         | 2003年2月15日 - 2007年3月16日 (返上)   | 7        |
| 9  | ルイス・アルベルト・ペレス     | ニカラグア       | 2007年7月7日 - 2007年9月29日           | 0        |
| 10 | ジョゼフ・アグベコ             | ガーナ           | 2007年9月29日 - 2009年10月31日         | 2        |
| 11 | ヨニー・ペレス                 | コロンビア       | 2009年10月31日 - 2010年12月11日        | 1        |
| 12 | ジョゼフ・アグベコ (2期目)     | ガーナ           | 2010年12月11日 - 2011年8月13日         | 0        |
| 13 | アブネル・マレス               | メキシコ         | 2011年8月13日 - 2012年2月9日 (返上)    | 1        |
| 14 | レオ・サンタ・クルス           | メキシコ         | 2012年6月2日 - 2013年2月11日 (返上)    | 3        |
| 15 | ジェームス・マクドネル         | イギリス         | 2013年5月11日 - 2013年10月18日 (剥奪)  | 0        |
| 16 | スチュアート・ホール           | イギリス         | 2013年12月21日 - 2014年6月7日          | 1        |
| 17 | ポール・バトラー               | イギリス         | 2014年6月7日 - 2014年7月2日 (返上)     | 0        |
| 18 | ランディ・カバジェロ           | アメリカ合衆国   | 2014年10月25日 - 2015年11月20日 (剥奪) | 0        |
| 19 | リー・ハスキンス               | イギリス         | 2015年11月20日 - 2017年6月10日         | 2        |
| 20 | ライアン・バーネット           | イギリス         | 2017年6月10日 - 2018年2月12日 (返上)   | 1        |
| 21 | エマヌエル・ロドリゲス         | プエルトリコ     | 2018年5月5日 - 2019年5月18日           | 2        |
| 22 | 井上尚弥                       | 日本             | 2019年5月18日 - 2023年1月13日（返上）  | 6        |
| 23 | エマヌエル・ロドリゲス (2期目) | プエルトリコ     | 2023年8月12日 - 2024年5月4日           | 0        |
| 24 | 西田凌佑                       | 日本             | 2024年5月4日 - 2025年6月8日            | 1        |
| 24 | 中谷潤人                       | 日本             | 2025年6月8日 - 現在                    | 0        |

### 暫定王座
| 名前             | 国籍     | 在位期間                                      | 防衛回数 |
| ---------------- | -------- | --------------------------------------------- | -------- |
| リー・ハスキンス | イギリス | 2015年6月13日 - 2015年11月20日 (正規王座昇格) | 0        |

## スーパーバンタム級
| 代 | 名前                         | 国籍             | 在位期間                             | 防衛回数 |
| -- | ---------------------------- | ---------------- | ------------------------------------ | -------- |
| 初 | ボビー・ベルナ               | フィリピン       | 1983年12月14日 - 1984年4月15日       | 0        |
| 2  | 徐聖仁                       | 韓国             | 1984年4月15日 - 1985年1月3日         | 1        |
| 3  | 金知元                       | 韓国             | 1985年1月3日 - 1986年12月12日 (返上) | 4        |
| 4  | 李承勲                       | 韓国             | 1987年1月18日 - 1988年3月23日 (返上) | 3        |
| 5  | ホセ・サナブリア             | ベネズエラ       | 1988年5月21日 - 1989年3月10日        | 3        |
| 6  | ファブリス・ベニシュ         | フランス         | 1989年3月10日 - 1990年3月10日        | 2        |
| 7  | ウェルカム・ニシタ           | 南アフリカ共和国 | 1990年3月10日 - 1992年12月2日        | 6        |
| 8  | ケネディ・マッキニー         | アメリカ合衆国   | 1992年12月2日 - 1994年8月20日        | 5        |
| 9  | ブヤニ・ブング               | 南アフリカ共和国 | 1994年8月20日 - 1999年3月11日 (返上) | 13       |
| 10 | レーロホノロ・レドワバ       | 南アフリカ共和国 | 1999年5月29日 - 2001年6月23日        | 5        |
| 11 | マニー・パッキャオ           | フィリピン       | 2001年6月23日 - 2004年1月15日 (返上) | 4        |
| 12 | イスラエル・バスケス         | メキシコ         | 2004年3月25日 - 2006年4月19日 (返上) | 2        |
| 13 | スティーブ・モリター         | カナダ           | 2006年11月10日 - 2008年11月21日      | 5        |
| 14 | セレスティーノ・カバジェロ   | パナマ           | 2008年11月21日 - 2010年2月5日 (剥奪) | 2        |
| 15 | スティーブ・モリター (2期目) | カナダ           | 2010年3月27日 - 2011年3月26日        | 1        |
| 16 | タカラニ・ヌドロブ           | 南アフリカ共和国 | 2011年3月26日 - 2012年3月24日        | 2        |
| 17 | ジェフリー・マゼブラ         | 南アフリカ共和国 | 2012年3月24日 - 2012年7月7日         | 0        |
| 18 | ノニト・ドネア               | フィリピン       | 2012年7月7日 - 2012年10月13日 (返上) | 0        |
| 19 | ジョナサン・ロメロ           | コロンビア       | 2013年2月16日 - 2013年8月17日        | 0        |
| 20 | キコ・マルチネス             | スペイン         | 2013年8月17日 - 2014年9月6日         | 2        |
| 21 | カール・フランプトン         | イギリス         | 2014年9月6日 - 2016年4月28日(返上)   | 3        |
| 22 | ジョナサン・グスマン         | ドミニカ共和国   | 2016年7月20日 - 2016年12月31日       | 0        |
| 23 | 小國以載                     | 日本             | 2016年12月31日 - 2017年9月13日       | 0        |
| 24 | 岩佐亮佑                     | 日本             | 2017年9月13日 - 2018年8月16日        | 1        |
| 25 | テレンス・ジョン・ドヘニー   | アイルランド     | 2018年8月16日 - 2019年4月26日        | 1        |
| 26 | ダニエル・ローマン           | アメリカ合衆国   | 2019年4月26日 - 2020年1月30日        | 0        |
| 27 | ムロジョン・アフマダリエフ   | ウズベキスタン   | 2020年1月30日 - 2023年4月9日         | 2        |
| 28 | マーロン・タパレス           | フィリピン       | 2023年4月9日 - 2023年12月26日        | 0        |
| 29 | 井上尚弥                     | 日本             | 2023年12月26日 - 現在                | 3        |

### 暫定王座
| 名前     | 国籍 | 在位期間                     | 防衛回数 |
| -------- | ---- | ---------------------------- | -------- |
| 岩佐亮佑 | 日本 | 2019年12月7日 - 2021年4月3日 | 0        |

## フェザー級
| 代 | 名前                           | 国籍             | 在位期間                             | 防衛回数 |
| -- | ------------------------------ | ---------------- | ------------------------------------ | -------- |
| 初 | 呉民根                         | 韓国             | 1984年3月4日 - 1985年11月29日        | 2        |
| 2  | 丁起栄                         | 韓国             | 1985年11月29日 - 1986年8月30日       | 2        |
| 3  | アントニオ・リベラ             | プエルトリコ     | 1986年8月30日 - 1987年1月23日        | 0        |
| 4  | カルビン・グローブ             | アメリカ合衆国   | 1987年1月23日 - 1988年8月4日         | 1        |
| 5  | ホルヘ・パエス                 | メキシコ         | 1988年8月4日 - 1991年3月14日 (返上)  | 8        |
| 6  | トロイ・ドーシー               | アメリカ合衆国   | 1991年6月3日 - 1991年8月12日         | 0        |
| 7  | マヌエル・メディナ             | メキシコ         | 1991年8月12日 - 1993年2月27日        | 4        |
| 8  | トム・ジョンソン               | アメリカ合衆国   | 1993年2月27日 - 1997年2月8日         | 11       |
| 9  | ナジーム・ハメド               | イギリス         | 1997年2月8日 - 1997年8月29日 (返上)  | 2        |
| 10 | ヘクター・リサラガ             | メキシコ         | 1997年12月13日 - 1998年4月24日       | 0        |
| 11 | マヌエル・メディナ (2期目)     | メキシコ         | 1998年4月24日 - 1998年11月13日       | 1        |
| 12 | ポール・イングル               | イギリス         | 1998年11月13日 - 2000年12月16日      | 1        |
| 13 | ムブレロ・ボティーレ           | 南アフリカ共和国 | 2000年12月16日 - 2001年4月6日        | 0        |
| 14 | フランキー・トレド             | アメリカ合衆国   | 2001年4月6日 - 2001年11月16日        | 0        |
| 15 | マヌエル・メディナ (3期目)     | メキシコ         | 2001年11月16日 - 2002年4月27日       | 0        |
| 16 | ジョニー・タピア               | アメリカ合衆国   | 2002年4月27日 - 2002年9月30日 (剥奪) | 0        |
| 17 | ファン・マヌエル・マルケス     | メキシコ         | 2003年2月1日 - 2005年8月15日 (剥奪)  | 4        |
| 18 | ヴァルデミール・ペレイラ       | ブラジル         | 2006年1月20日 - 2006年5月13日        | 0        |
| 19 | エリック・エイケン             | アメリカ合衆国   | 2006年5月13日 - 2006年9月2日         | 0        |
| 20 | ロバート・ゲレーロ             | アメリカ合衆国   | 2006年9月2日 - 2006年11月4日         | 0        |
| 21 | ロバート・ゲレーロ (2期目)     | アメリカ合衆国   | 2007年2月23日 - 2008年6月23日 (返上) | 2        |
| 22 | クリストバル・クルス           | メキシコ         | 2008年10月23日 - 2010年5月15日       | 3        |
| 23 | オルランド・サリド             | メキシコ         | 2010年5月15日 - 2010年9月11日        | 0        |
| 24 | ユリオルキス・ガンボア         | キューバ         | 2010年9月11日 - 2011年3月26日 (剥奪) | 0        |
| 25 | ビリー・ディブ                 | オーストラリア   | 2011年7月29日 - 2013年3月1日         | 2        |
| 26 | エフゲニー・グラドビッチ       | ロシア           | 2013年3月1日 - 2015年5月30日         | 4        |
| 27 | リー・セルビー                 | イギリス         | 2015年5月30日 - 2018年5月19日        | 4        |
| 28 | ジョシュ・ワーリントン         | イギリス         | 2018年5月19日 - 2021年1月21日(返上)  | 3        |
| 29 | キッド・ガラハド               | イギリス         | 2021年8月7日 - 2021年11月13日        | 0        |
| 30 | キコ・マルチネス               | スペイン         | 2021年11月13日 - 2022年3月26日       | 0        |
| 31 | ジョシュ・ワーリントン (2期目) | イギリス         | 2022年3月26日 - 2022年12月10日       | 0        |
| 32 | ルイス・アルベルト・ロペス     | メキシコ         | 2022年12月10日 - 2024年8月10日       | 3        |
| 33 | アンジェロ・レオ               | アメリカ合衆国   | 2024年8月10日 - 現在                 | 0        |

## スーパーフェザー級
| 代 | 名前                           | 国籍             | 在位期間                               | 防衛回数 |
| -- | ------------------------------ | ---------------- | -------------------------------------- | -------- |
| 初 | 柳煥吉                         | 韓国             | 1984年4月22日 - 1985年2月15日          | 1        |
| 2  | レスター・エリス               | オーストラリア   | 1985年2月15日 - 1985年7月12日          | 1        |
| 3  | バリー・マイケル               | オーストラリア   | 1985年7月12日 - 1987年8月9日           | 3        |
| 4  | ロッキー・ロックリッジ         | アメリカ合衆国   | 1987年8月9日 - 1988年7月27日           | 2        |
| 5  | トニー・ロペス                 | アメリカ合衆国   | 1988年7月27日 - 1989年10月7日          | 3        |
| 6  | ジョン・ジョン・モリナ         | プエルトリコ     | 1989年10月7日 - 1990年5月20日          | 1        |
| 7  | トニー・ロペス (2期目)         | アメリカ合衆国   | 1990年5月20日 - 1991年9月13日          | 3        |
| 8  | ブライアン・ミッチェル         | 南アフリカ共和国 | 1991年9月13日 - 1992年1月24日 (返上)   | 0        |
| 9  | ジョン・ジョン・モリナ (2期目) | プエルトリコ     | 1992年2月22日 - 1995年2月20日 (返上)   | 7        |
| 10 | エディ・ホプソン               | アメリカ合衆国   | 1995年4月22日 - 1995年7月9日           | 0        |
| 11 | トレイシー・ハリス・パターソン | アメリカ合衆国   | 1995年7月9日 - 1995年12月15日          | 0        |
| 12 | アルツロ・ガッティ             | カナダ           | 1995年12月15日 - 1998年2月8日 (返上)   | 3        |
| 13 | ロベルト・ガルシア             | アメリカ合衆国   | 1998年3月13日 - 1999年10月23日         | 2        |
| 14 | ディエゴ・コラレス             | アメリカ合衆国   | 1999年10月23日 - 2000年11月14日 (返上) | 3        |
| 15 | スティーブ・フォーブス         | アメリカ合衆国   | 2000年12月3日 - 2002年8月17日 (剥奪)   | 1        |
| 16 | カルロス・エルナンデス         | アメリカ合衆国   | 2003年2月1日 - 2004年7月31日           | 1        |
| 17 | エリック・モラレス             | メキシコ         | 2004年7月31日 - 2004年9月21日 (剥奪)   | 0        |
| 18 | ロビー・ピーデン               | オーストラリア   | 2005年2月23日 - 2005年9月17日          | 0        |
| 19 | マルコ・アントニオ・バレラ     | メキシコ         | 2005年9月17日 - 2006年4月19日 (返上)   | 0        |
| 20 | カシウス・バロイ               | 南アフリカ共和国 | 2006年5月31日 - 2006年7月29日          | 0        |
| 21 | ゲイリー・セントクレア         | オーストラリア   | 2006年7月29日 - 2006年11月4日          | 0        |
| 22 | マルコム・クラッセン           | 南アフリカ共和国 | 2006年11月4日 - 2007年4月20日          | 0        |
| 23 | ムゾンケ・ファナ               | 南アフリカ共和国 | 2007年4月20日 - 2008年4月21日          | 1        |
| 24 | カシウス・バロイ (2期目)       | 南アフリカ共和国 | 2008年4月21日 - 2009年4月18日          | 1        |
| 25 | マルコム・クラッセン (2期目)   | 南アフリカ共和国 | 2009年4月18日 - 2009年8月22日          | 0        |
| 26 | ロバート・ゲレーロ             | アメリカ合衆国   | 2009年8月22日 - 2010年2月16日 (返上)   | 0        |
| 27 | ムゾンケ・ファナ (2期目)       | 南アフリカ共和国 | 2010年9月1日 - 2011年5月19日 (剥奪)    | 0        |
| 28 | フアン・カルロス・サルガド     | メキシコ         | 2011年9月10日 - 2013年3月9日           | 3        |
| 29 | アルヘニス・メンデス           | ドミニカ共和国   | 2013年3月9日 - 2014年7月10日           | 2        |
| 30 | ランセス・バルテレミー         | キューバ         | 2014年7月10日 - 2015年2月10日 (返上)   | 1        |
| 31 | ホセ・ペドラザ                 | プエルトリコ     | 2015年6月13日 - 2017年1月14日          | 2        |
| 32 | ガーボンタ・デービス           | アメリカ合衆国   | 2017年1月14日 - 2017年8月25日 (剥奪)   | 1        |
| 33 | テヴィン・ファーマー           | アメリカ合衆国   | 2018年8月3日 - 2020年1月30日           | 4        |
| 34 | ジョセフ・ディアス             | アメリカ合衆国   | 2020年1月30日 - 2021年2月13日（剥奪）  | 0        |
| 35 | 尾川堅一                       | 日本             | 2021年11月27日 - 2022年6月4日          | 0        |
| 36 | ジョー・コルディナ             | イギリス         | 2022年6月4日 - 2022年10月3日 (剥奪)    | 0        |
| 37 | シャフカッツ・ラヒモフ         | タジキスタン     | 2022年11月5日 - 2023年4月22日          | 0        |
| 38 | ジョー・コルディナ(2期目)      | イギリス         | 2023年4月22日 - 2024年5月18日          | 1        |
| 39 | アンソニー・カカーチェ         | アイルランド     | 2024年5月18日 - 2025年1月31日 (返上)   | 0        |

## ライト級
| 代 | 名前                           | 国籍           | 在位期間                              | 防衛回数 |
| -- | ------------------------------ | -------------- | ------------------------------------- | -------- |
| 初 | チャーリー・ブラウン           | アメリカ合衆国 | 1984年1月30日 - 1984年4月15日         | 0        |
| 2  | ハリー・アローヨ               | アメリカ合衆国 | 1984年4月15日 - 1985年4月6日          | 2        |
| 3  | ジミー・ポール                 | アメリカ合衆国 | 1985年4月6日 - 1986年12月5日          | 3        |
| 4  | グレグ・ホーゲン               | アメリカ合衆国 | 1986年12月5日 - 1987年6月7日          | 0        |
| 5  | ビニー・パジェンサ             | アメリカ合衆国 | 1987年6月7日 - 1988年2月6日           | 0        |
| 6  | グレグ・ホーゲン (2期目)       | アメリカ合衆国 | 1988年2月6日 - 1989年2月18日          | 2        |
| 7  | パーネル・ウィテカー           | アメリカ合衆国 | 1989年2月18日 - 1992年2月28日 (返上)  | 8        |
| 8  | フレディ・ペンデルトン         | アメリカ合衆国 | 1993年1月10日 - 1994年2月19日         | 1        |
| 9  | ラファエル・ルエラス           | アメリカ合衆国 | 1994年2月19日 - 1995年5月6日          | 2        |
| 10 | オスカー・デ・ラ・ホーヤ       | アメリカ合衆国 | 1995年5月6日 - 1995年7月12日 (返上)   | 0        |
| 11 | フィリップ・ホリデー           | オーストラリア | 1995年8月19日 - 1997年8月2日          | 6        |
| 12 | シェーン・モズリー             | アメリカ合衆国 | 1997年8月2日 - 1999年5月13日 (返上)   | 8        |
| 13 | ポール・スパダフォーラ         | アメリカ合衆国 | 1999年8月20日 - 2003年6月26日 (返上)  | 8        |
| 14 | ハビエル・ハウレギ             | メキシコ       | 2003年11月22日 - 2004年5月13日        | 0        |
| 15 | フリオ・ディアス               | メキシコ       | 2004年5月13日 - 2005年2月2日 (返上)   | 0        |
| 16 | レバンダー・ジョンソン         | アメリカ合衆国 | 2005年6月17日 - 2005年9月17日         | 0        |
| 17 | ヘスス・チャベス               | メキシコ       | 2005年9月17日 - 2007年2月3日          | 0        |
| 18 | フリオ・ディアス (2期目)       | メキシコ       | 2007年2月3日 - 2007年10月13日         | 0（1）   |
| 19 | ファン・ディアス               | アメリカ合衆国 | 2007年10月13日 - 2008年3月8日         | 0        |
| 20 | ネート・キャンベル             | アメリカ合衆国 | 2008年3月8日 - 2009年2月13日 (剥奪)   | 0        |
| 21 | ミゲル・バスケス               | メキシコ       | 2010年8月14日 - 2014年9月13日         | 6        |
| 22 | ミッキー・ベイ                 | アメリカ合衆国 | 2014年9月13日 - 2015年6月26日 (返上)  | 0        |
| 23 | ランセス・バルテレミー         | キューバ       | 2015年12月18日 - 2016年6月5日 (返上)  | 1        |
| 24 | ロバート・イースター・ジュニア | アメリカ合衆国 | 2016年9月9日 - 2018年7月28日          | 3        |
| 25 | ミゲル・アンヘル・ガルシア     | アメリカ合衆国 | 2018年7月28日 - 2018年10月30日 (返上) | 0        |
| 26 | リチャード・カミー             | ガーナ         | 2016年12月2日 - 2019年12月14日        | 1        |
| 27 | テオフィモ・ロペス             | アメリカ合衆国 | 2019年12月14日 - 2021年11月27日       | 1        |
| 28 | ジョージ・カンボソス・ジュニア | オーストラリア | 2021年11月27日 - 2022年6月4日         | 0        |
| 29 | デヴィン・ヘイニー             | アメリカ合衆国 | 2022年6月4日 - 2023年11月29日（返上） | 2        |
| 30 | ワシル・ロマチェンコ           | ウクライナ     | 2024年5月12日 - 現在                  | 0        |

### 暫定王座
| 名前             | 国籍     | 在位期間                                                   | 防衛回数 |
| ---------------- | -------- | ---------------------------------------------------------- | -------- |
| フリオ・ディアス | メキシコ | 2006年5月18日 - 2007年2月3日（王座統一により正規王座昇格） | 1        |

## スーパーライト級
| 代 | 名前                           | 国籍           | 在位期間                                    | 防衛回数 |
| -- | ------------------------------ | -------------- | ------------------------------------------- | -------- |
| 初 | アーロン・プライヤー           | アメリカ合衆国 | 1983年6月22日 (認定) - 1985年12月9日 (返上) | 2        |
| 2  | ゲーリー・ヒントン             | アメリカ合衆国 | 1986年4月29日 - 1986年10月27日              | 0        |
| 3  | ジョー・マンリー               | アメリカ合衆国 | 1996年10月27日 - 1987年3月4日               | 0        |
| 4  | テリー・マーシュ               | イギリス       | 1987年3月4日 - 1987年9月15日 (返上)         | 1        |
| 5  | バディ・マクガート             | アメリカ合衆国 | 1988年2月24日 - 1988年9月3日                | 1        |
| 6  | メルドリック・テーラー         | アメリカ合衆国 | 1988年9月3日 - 1990年3月17日                | 2        |
| 7  | フリオ・セサール・チャベス     | メキシコ       | 1990年3月17日 - 1991年4月22日 (返上)        | 2        |
| 8  | ラファエル・ピネダ             | コロンビア     | 1991年12月9日 - 1992年7月18日               | 1        |
| 9  | パーネル・ウィテカー           | アメリカ合衆国 | 1992年7月18日 - 1993年3月6日 (返上)         | 0        |
| 10 | チャールズ・マーレー           | アメリカ合衆国 | 1993年5月15日 - 1994年2月13日               | 2        |
| 11 | ジェイク・ロドリゲス           | プエルトリコ   | 1994年2月13日 - 1995年1月28日               | 2        |
| 12 | コンスタンチン・チュー         | オーストラリア | 1995年1月28日 - 1997年5月31日               | 5        |
| 13 | ヴィンス・フィリップス         | アメリカ合衆国 | 1997年5月31日 - 1999年2月20日               | 0        |
| 14 | テレン・ミレット               | アメリカ合衆国 | 1999年2月20日 - 1999年12月22日 (剥奪)       | 1        |
| 15 | ザブ・ジュダー                 | アメリカ合衆国 | 2000年2月12日 - 2001年11月3日               | 5        |
| 16 | コンスタンチン・チュー (2期目) | オーストラリア | 2001年11月3日 - 2005年6月4日                | 3        |
| 17 | リッキー・ハットン             | イギリス       | 2005年6月4日 - 2006年3月29日 (返上)         | 0        |
| 18 | ファン・ウランゴ               | コロンビア     | 2006年6月30日 - 2007年1月20日               | 0        |
| 19 | リッキー・ハットン (2期目)     | イギリス       | 2007年1月20日 - 2007年2月3日 (剥奪)         | 0        |
| 20 | ラブモア・ヌドゥ               | オーストラリア | 2007年2月4日 (認定) - 2007年6月16日         | 0        |
| 21 | ポール・マリナッジ             | アメリカ合衆国 | 2007年6月16日 - 2008年10月2日 (返上)        | 2        |
| 22 | ファン・ウランゴ (2期目)       | コロンビア     | 2009年1月30日 - 2010年3月6日                | 1        |
| 23 | デボン・アレクサンダー         | アメリカ合衆国 | 2010年3月6日 - 2010年10月22日 (返上)        | 1        |
| 24 | ザブ・ジュダー (2期目)         | アメリカ合衆国 | 2011年3月5日 - 2011年7月23日                | 0        |
| 25 | アミール・カーン               | イギリス       | 2011年7月23日 - 2011年12月10日              | 0        |
| 26 | ラモン・ピーターソン           | アメリカ合衆国 | 2011年12月10日 - 2015年4月11日 (剥奪)       | 3        |
| 27 | セサール・レネ・クエンカ       | アルゼンチン   | 2015年7月18日 - 2015年11月4日               | 0        |
| 28 | エドゥアルド・トロヤノフスキー | ロシア         | 2015年11月4日 - 2016年12月3日               | 2        |
| 29 | ジュリアス・インドンゴ         | ナミビア       | 2016年12月3日 - 2017年8月19日               | 1        |
| 30 | テレンス・クロフォード         | アメリカ合衆国 | 2017年8月19日 - 2017年8月30日 (返上)        | 0        |
| 31 | セルゲイ・リピネッツ           | ロシア         | 2017年11月4日 - 2018年3月10日               | 0        |
| 32 | ミゲル・アンヘル・ガルシア     | アメリカ合衆国 | 2018年3月10日 - 2018年4月17日 (返上)        | 0        |
| 33 | イバン・バランチェク           | ベラルーシ     | 2018年10月27日 - 2019年5月18日              | 0        |
| 34 | ジョシュ・テイラー             | イギリス       | 2019年5月18日 - 2022年8月24日 (返上)        | 3        |
| 35 | スブリエル・マティアス         | プエルトリコ   | 2023年2月25日 - 2024年6月15日               | 1        |
| 36 | リアム・パロ                   | オーストラリア | 2024年6月15日 - 2024年12月7日               | 0        |
| 37 | リチャードソン・ヒッチンズ     | アメリカ合衆国 | 2024年12月7日 -                             | 0        |

### 暫定王座
| 名前                 | 国籍           | 在位期間                         | 防衛回数 |
| -------------------- | -------------- | -------------------------------- | -------- |
| ザブ・ジュダー       | アメリカ合衆国 | 1999年1月16日 - 1999年2月 (剥奪) | 0        |
| シャンバ・ミッチェル | アメリカ合衆国 | 2004年2月7日 - 2004年11月6日     | 1        |

## ウェルター級
| 代 | 名前                             | 国籍             | 在位期間                              | 防衛回数 |
| -- | -------------------------------- | ---------------- | ------------------------------------- | -------- |
| 初 | ドナルド・カリー                 | アメリカ合衆国   | 1984年2月4日 - 1986年9月27日          | 4        |
| 2  | ロイド・ハニガン                 | イギリス         | 1986年9月27日 - 1987年10月28日 (剥奪) | 3        |
| 3  | サイモン・ブラウン               | ジャマイカ       | 1988年4月23日 - 1991年5月7日 (返上)   | 8        |
| 4  | モーリス・ブロッカー             | アメリカ合衆国   | 1991年10月5日 - 1993年6月19日         | 1        |
| 5  | フェリックス・トリニダード       | プエルトリコ     | 1993年6月19日 - 2000年3月10日 (返上)  | 15       |
| 6  | バーノン・フォレスト             | アメリカ合衆国   | 2001年5月12日 - 2001年12月11日 (剥奪) | 0        |
| 7  | ミケーレ・ピッチリーロ           | イタリア         | 2002年4月14日 - 2003年3月22日         | 0        |
| 8  | コーリー・スピンクス             | アメリカ合衆国   | 2003年3月22日 - 2005年2月5日          | 3        |
| 9  | ザブ・ジュダー                   | アメリカ合衆国   | 2005年2月5日 - 2006年4月8日           | 0        |
| 10 | フロイド・メイウェザー・ジュニア | アメリカ合衆国   | 2006年4月8日 - 2006年6月20日 (返上)   | 0        |
| 11 | カーミット・シントロン           | プエルトリコ     | 2006年10月28日 - 2008年4月12日        | 2        |
| 12 | アントニオ・マルガリート         | メキシコ         | 2008年4月12日 - 2008年5月23日 (返上)  | 0        |
| 13 | ジョシュア・クロッティ           | ガーナ           | 2008年8月2日 - 2009年4月16日 (剥奪)   | 0        |
| 14 | イサック・ウラシャワヤ           | 南アフリカ共和国 | 2009年8月1日 - 2009年12月11日         | 0        |
| 15 | ジャン・ザベック                 | スロベニア       | 2009年12月11日 - 2011年9月3日         | 3        |
| 16 | アンドレ・ベルト                 | アメリカ合衆国   | 2011年9月3日 - 2011年11月8日 (返上)   | 0        |
| 17 | ランドール・ベイリー             | アメリカ合衆国   | 2012年6月9日 - 2012年10月20日         | 0        |
| 18 | デボン・アレクサンダー           | アメリカ合衆国   | 2012年10月20日 - 2013年12月7日        | 0        |
| 19 | ショーン・ポーター               | アメリカ合衆国   | 2013年12月7日 - 2014年8月16日         | 1        |
| 20 | ケル・ブルック                   | イギリス         | 2014年8月16日 - 2017年5月27日         | 3        |
| 21 | エロール・スペンス・ジュニア     | アメリカ合衆国   | 2017年5月27日 - 2023年7月29日         | 6        |
| 22 | テレンス・クロフォード           | アメリカ合衆国   | 2023年7月29日 - 2023年11月9日 (剥奪)  | 0        |
| 23 | ジャロン・エニス                 | アメリカ合衆国   | 2023年11月9日 - 現在                  | 3（1）   |

### 暫定王座
| 名前             | 国籍           | 在位期間                                     | 防衛回数 |
| ---------------- | -------------- | -------------------------------------------- | -------- |
| ジャロン・エニス | アメリカ合衆国 | 2023年1月7日 - 2023年11月9日（正規王座昇格） | 1        |

## スーパーウェルター級
| 代 | 名前                               | 国籍           | 在位期間                               | 防衛回数 |
| -- | ---------------------------------- | -------------- | -------------------------------------- | -------- |
| 初 | マーク・メダル                     | アメリカ合衆国 | 1984年3月11日 - 1984年11月2日          | 0        |
| 2  | カルロス・サントス                 | プエルトリコ   | 1984年11月2日 - 1986年6月4日 (剥奪)    | 1        |
| 3  | バスター・ドレイトン               | アメリカ合衆国 | 1986年6月4日 - 1987年6月27日           | 2        |
| 4  | マシュー・ヒルトン                 | カナダ         | 1987年6月27日 - 1988年11月4日          | 1        |
| 5  | ロバート・ハインズ                 | アメリカ合衆国 | 1988年11月4日 - 1989年2月5日           | 0        |
| 6  | ダーリン・バン・ホーン             | アメリカ合衆国 | 1989年2月5日 - 1989年7月15日           | 0        |
| 7  | ジャンフランコ・ロッシ             | イタリア       | 1989年7月15日 - 1994年9月17日          | 11       |
| 8  | ビンセント・ペットウェイ           | アメリカ合衆国 | 1994年9月17日 - 1995年8月12日          | 1        |
| 9  | ポール・パディン                   | アメリカ合衆国 | 1995年8月12日 - 1995年12月16日         | 0        |
| 10 | テリー・ノリス                     | アメリカ合衆国 | 1995年12月16日 - 1997年3月19日 (剥奪)  | 4        |
| 11 | ラウル・マルケス                   | アメリカ合衆国 | 1997年4月12日 - 1997年12月6日          | 2        |
| 12 | ルイス・ラモン・カンパス           | メキシコ       | 1997年12月6日 - 1998年12月12日         | 3        |
| 13 | フェルナンド・バルガス             | アメリカ合衆国 | 1998年12月12日 - 2000年12月2日         | 5        |
| 14 | フェリックス・トリニダード         | プエルトリコ   | 2000年12月2日 - 2001年5月20日 (返上)   | 0        |
| 15 | ロナルド・ライト                   | アメリカ合衆国 | 2001年10月12日 - 2004年4月21日 (剥奪)  | 5        |
| 16 | バーノ・フィリップス               | アメリカ合衆国 | 2004年4月21日 - 2004年10月2日          | 0        |
| 17 | カシム・オウマ                     | ウガンダ       | 2004年10月2日 - 2005年7月14日          | 1        |
| 18 | ローマン・カルマジン               | ロシア         | 2005年7月14日 - 2006年7月8日           | 0        |
| 19 | コーリー・スピンクス               | アメリカ合衆国 | 2006年7月8日 - 2008年3月27日           | 1        |
| 20 | バーノ・フィリップス (2期目)       | アメリカ合衆国 | 2008年3月27日 - 2008年11月19日 (剥奪)  | 0        |
| 21 | コーリー・スピンクス (2期目)       | アメリカ合衆国 | 2009年4月24日 - 2010年8月7日           | 0        |
| 22 | コーネリアス・バンドレイジ         | アメリカ合衆国 | 2010年8月7日 - 2013年2月23日           | 2        |
| 23 | イシュー・スミス                   | アメリカ合衆国 | 2013年2月23日 - 2013年9月14日          | 0        |
| 24 | カルロス・モリーナ                 | メキシコ       | 2013年9月14日 - 2014年10月11日         | 0        |
| 25 | コーネリアス・バンドレイジ (2期目) | アメリカ合衆国 | 2014年10月11日 - 2015年9月12日         | 0        |
| 26 | ジャーモール・チャーロ             | アメリカ合衆国 | 2015年9月12日 - 2017年2月16日 (返上)   | 3        |
| 27 | ジャレット・ハード                 | アメリカ合衆国 | 2017年2月25日 - 2019年5月11日          | 3        |
| 28 | ジュリアン・ウィリアムズ           | アメリカ合衆国 | 2019年5月11日 - 2020年1月18日          | 0        |
| 29 | ジェイソン・ロサリオ               | ドミニカ共和国 | 2020年1月18日 - 2020年9月26日          | 0        |
| 30 | ジャーメル・チャーロ               | アメリカ合衆国 | 2020年9月26日 - 2023年11月21日（返上） | 2        |
| 31 | バフラム・ムルタザリエフ           | ロシア         | 2024年4月6日 - 現在                    | 1        |

## ミドル級
| 代 | 名前                           | 国籍           | 在位期間                              | 防衛回数 |
| -- | ------------------------------ | -------------- | ------------------------------------- | -------- |
| 初 | マービン・ハグラー             | アメリカ合衆国 | 1983年5月27日 - 1987年4月6日 (剥奪)   | 5        |
| 2  | フランク・テート               | アメリカ合衆国 | 1987年10月10日 - 1988年7月28日        | 1        |
| 3  | マイケル・ナン                 | アメリカ合衆国 | 1988年7月28日 - 1991年5月10日         | 5        |
| 4  | ジェームズ・トニー             | アメリカ合衆国 | 1991年5月10日 - 1993年2月15日 (返上)  | 6        |
| 5  | ロイ・ジョーンズ・ジュニア     | アメリカ合衆国 | 1993年5月22日 - 1994年8月25日 (返上)  | 1        |
| 6  | バーナード・ホプキンス         | アメリカ合衆国 | 1995年4月29日 - 2005年7月16日         | 20       |
| 7  | ジャーメイン・テイラー         | アメリカ合衆国 | 2005年7月16日 - 2005年10月11日 (返上) | 0        |
| 8  | アルツール・アブラハム         | アルメニア     | 2005年12月10日 - 2009年7月12日 (返上) | 10       |
| 9  | セバスチャン・シルベスター     | ドイツ         | 2009年9月19日 - 2011年5月7日          | 3        |
| 10 | ダニエル・ゲール               | オーストラリア | 2011年5月7日 - 2013年8月17日          | 4        |
| 11 | ダレン・バーカー               | イギリス       | 2013年8月17日 - 2013年12月7日         | 0        |
| 12 | フェリックス・シュトルム       | ドイツ         | 2013年12月7日 - 2014年5月31日         | 0        |
| 13 | サム・ソリマン                 | オーストラリア | 2014年5月31日 - 2014年10月8日         | 0        |
| 14 | ジャーメイン・テイラー (2期目) | アメリカ合衆国 | 2014年10月8日 - 2015年2月5日 (剥奪)   | 0        |
| 15 | デイビッド・レミュー           | カナダ         | 2015年6月20日 - 2015年10月17日        | 0        |
| 16 | ゲンナジー・ゴロフキン         | カザフスタン   | 2015年10月17日 - 2018年6月6日 (剥奪)  | 4        |
| 17 | ダニエル・ジェイコブス         | アメリカ合衆国 | 2018年10月27日 - 2019年5月4日         | 0        |
| 18 | サウル・アルバレス             | メキシコ       | 2019年5月4日 - 2019年8月1日 (剥奪)    | 0        |
| 19 | ゲンナジー・ゴロフキン (2期目) | カザフスタン   | 2019年10月5日 - 2023年2月8日（返上）  | 2        |
| 20 | ビンセンツォ・グアルティエリ   | ドイツ         | 2023年7月1日 - 2023年10月14日         | 0        |
| 21 | ジャニベク・アリムハヌリ       | カザフスタン   | 2023年10月14日 - 現在                 | 2        |

### 暫定王座
| 名前             | 国籍           | 在位期間                     | 防衛回数 |
| ---------------- | -------------- | ---------------------------- | -------- |
| ロバート・アレン | アメリカ合衆国 | 1998年9月19日 - 1999年2月6日 | 0        |

## スーパーミドル級
| 代 | 名前                         | 国籍           | 在位期間                              | 防衛回数 |
| -- | ---------------------------- | -------------- | ------------------------------------- | -------- |
| 初 | マレイ・サザーランド         | イギリス       | 1984年3月28日 - 1984年7月22日         | 0        |
| 2  | 朴鐘八                       | 韓国           | 1984年7月22日 - 1988年2月2日 (返上)   | 8        |
| 3  | グラシアノ・ロッシジャーニ   | ドイツ         | 1988年3月11日 - 1989年9月22日 (返上)  | 3        |
| 4  | リンデル・ホームズ           | アメリカ合衆国 | 1990年1月27日 - 1991年5月18日         | 3        |
| 5  | ダーリン・バン・ホーン       | アメリカ合衆国 | 1991年5月18日 - 1992年1月10日         | 1        |
| 6  | アイラン・バークレー         | アメリカ合衆国 | 1992年1月10日 - 1993年2月13日         | 0        |
| 7  | ジェームズ・トニー           | アメリカ合衆国 | 1993年2月23日 - 1994年11月18日        | 3        |
| 8  | ロイ・ジョーンズ・ジュニア   | アメリカ合衆国 | 1994年11月18日 - 1997年2月20日 (返上) | 5        |
| 9  | チャールズ・ブルワー         | アメリカ合衆国 | 1997年6月21日 - 1998年10月24日        | 3        |
| 10 | スベン・オットケ             | ドイツ         | 1998年10月24日 - 2004年3月27日 (返上) | 21       |
| 11 | ジェフ・レイシー             | アメリカ合衆国 | 2004年10月2日 - 2006年3月4日          | 4        |
| 12 | ジョー・カルザゲ             | イギリス       | 2006年3月4日 - 2006年11月27日 (返上)  | 0        |
| 13 | アレハンドロ・ベリオ         | コロンビア     | 2007年3月3日 - 2007年10月19日         | 0        |
| 14 | ルシアン・ブーテ             | ルーマニア     | 2007年10月19日 - 2012年5月26日        | 9        |
| 15 | カール・フローチ             | イギリス       | 2012年5月26日 - 2015年2月3日 (返上)   | 4        |
| 16 | ジェームス・デゲール         | イギリス       | 2015年5月23日 - 2017年12月9日         | 3        |
| 17 | カレブ・トルアックス         | アメリカ合衆国 | 2017年12月9日 - 2018年4月7日          | 0        |
| 18 | ジェームス・デゲール (2期目) | イギリス       | 2018年4月7日 - 2018年7月4日 (返上)    | 0        |
| 19 | ホセ・ウスカテギ             | ベネズエラ     | 2018年7月4日 - 2019年1月13日          | 0        |
| 20 | カレブ・プラント             | アメリカ合衆国 | 2019年1月13日 - 2021年11月6日         | 3        |
| 21 | サウル・アルバレス           | メキシコ       | 2021年11月6日 - 2024年7月26日（剥奪） | 4        |
| 22 | ウィリアム・スクール         | キューバ       | 2024年10月19日 - 2025年5月2日         | 0        |
| 23 | サウル・アルバレス           | メキシコ       | 2025年5月2日 - 現在                   | 0        |

### 暫定王座
| 名前               | 国籍           | 在位期間                                    | 防衛回数 |
| ------------------ | -------------- | ------------------------------------------- | -------- |
| アンドレ・ディレル | アメリカ合衆国 | 2017年5月20日 - 2018年3月3日                | 0        |
| ホセ・ウスカテギ   | ベネズエラ     | 2018年3月3日 - 2018年7月4日（正規王座昇格） | 0        |

## ライトヘビー級
| 代 | 名前                         | 国籍           | 在位期間                                    | 防衛回数 |
| -- | ---------------------------- | -------------- | ------------------------------------------- | -------- |
| 初 | マイケル・スピンクス         | アメリカ合衆国 | 1984年2月25日 (認定) - 1985年11月5日 (返上) | 0        |
| 2  | スロボタン・カッチャー       | ユーゴスラビア | 1985年12月21日 - 1986年9月6日               | 0        |
| 3  | ボビー・チェズ               | アメリカ合衆国 | 1986年9月6日 - 1987年10月29日               | 3        |
| 4  | チャールズ・ウィリアムズ     | アメリカ合衆国 | 1987年10月29日 - 1993年3月20日              | 8        |
| 5  | ヘンリー・マスケ             | ドイツ         | 1993年3月20日 - 1996年11月23日              | 10       |
| 6  | ヴァージル・ヒル             | アメリカ合衆国 | 1996年11月23日 - 1997年6月13日              | 0        |
| 7  | ダリユシュ・ミハルチェフスキ | ポーランド     | 1997年6月13日 - 1997年6月16日 (返上)        | 0        |
| 8  | ウィリアム・ガスリー         | アメリカ合衆国 | 1997年7月19日 - 1998年2月6日                | 0        |
| 9  | レジー・ジョンソン           | アメリカ合衆国 | 1998年2月6日 - 1999年6月5日                 | 2        |
| 10 | ロイ・ジョーンズ・ジュニア   | アメリカ合衆国 | 1999年6月5日 - 2002年11月18日 (剥奪)        | 7        |
| 11 | アントニオ・ターバー         | アメリカ合衆国 | 2003年4月26日 - 2003年10月31日 (返上)       | 0        |
| 12 | グレンコフ・ジョンソン       | ジャマイカ     | 2004年2月6日 - 2004年11月4日 (剥奪)         | 1        |
| 13 | クリントン・ウッズ           | イギリス       | 2005年3月4日 - 2008年4月12日                | 4        |
| 14 | アントニオ・ターバー (2期目) | アメリカ合衆国 | 2008年4月12日 - 2008年10月11日              | 0        |
| 15 | チャド・ドーソン             | アメリカ合衆国 | 2008年10月11日 - 2009年5月27日 (返上)       | 1        |
| 16 | タボリス・クラウド           | アメリカ合衆国 | 2009年8月28日 - 2013年3月9日                | 4        |
| 17 | バーナード・ホプキンス       | アメリカ合衆国 | 2013年3月9日 - 2014年11月8日                | 2        |
| 18 | セルゲイ・コバレフ           | ロシア         | 2014年11月8日 - 2016年11月19日              | 4        |
| 19 | アンドレ・ウォード           | アメリカ合衆国 | 2016年11月19日 - 2017年9月21日 (返上)       | 1        |
| 20 | アルツール・ベテルビエフ     | ロシア         | 2017年11月11日 - 2025年2月22日              | 9        |
| 21 | ディミトリー・ビボル         | ロシア         | 2025年2月22日 - 現在                        | 0        |

## クルーザー級
| 代 | 名前                           | 国籍           | 在位期間                               | 防衛回数 |
| -- | ------------------------------ | -------------- | -------------------------------------- | -------- |
| 初 | マービン・カメル               | アメリカ合衆国 | 1983年12月13日 - 1984年10月6日         | 0        |
| 2  | リー・ロイー・マーフィー       | アメリカ合衆国 | 1984年10月6日 - 1986年10月25日         | 3        |
| 3  | リッキー・パーキー             | アメリカ合衆国 | 1986年10月25日 - 1987年5月15日         | 1        |
| 4  | イベンダー・ホリフィールド     | アメリカ合衆国 | 1987年5月15日 - 1988年7月 (返上)       | 3        |
| 5  | グレン・マクローリー           | イギリス       | 1989年6月3日 - 1990年3月22日           | 1        |
| 6  | ジェフ・ランプキン             | アメリカ合衆国 | 1990年3月22日 - 1991年8月14日 (剥奪)   | 1        |
| 7  | ジェームズ・ワーリング         | アメリカ合衆国 | 1991年9月6日 - 1992年7月30日           | 2        |
| 8  | アルフレッド・コール           | アメリカ合衆国 | 1992年7月30日 - 1996年8月1日 (返上)    | 5        |
| 9  | アドルフォ・ワシントン         | アメリカ合衆国 | 1996年8月31日 - 1997年6月21日          | 0        |
| 10 | ユーライア・グラント           | ジャマイカ     | 1997年6月21日 - 1997年11月8日          | 0        |
| 11 | イマム・メイフィールド         | アメリカ合衆国 | 1997年11月8日 - 1998年10月30日         | 1        |
| 12 | アーサー・ウィリアムス         | アメリカ合衆国 | 1998年10月30日 - 1999年6月5日          | 0        |
| 13 | ワシリー・ジロフ               | カザフスタン   | 1999年6月5日 - 2003年4月26日           | 6        |
| 14 | ジェームズ・トニー             | アメリカ合衆国 | 2003年4月26日 - 2004年2月11日 (返上)   | 0        |
| 15 | ケルビン・デービス             | アメリカ合衆国 | 2004年5月1日 - 2005年3月20日 (剥奪)    | 0        |
| 16 | オニール・ベル                 | ジャマイカ     | 2005年5月20日 - 2006年3月31日 (剥奪)   | 2        |
| 17 | クシシュトフ・ヴウォダルチク   | ポーランド     | 2006年11月25日 - 2007年5月26日         | 0        |
| 18 | スティーブ・カニンガム         | アメリカ合衆国 | 2007年5月26日 - 2008年12月11日         | 1        |
| 19 | トマシュ・アダメク             | ポーランド     | 2008年12月11日 - 2009年10月18日 (返上) | 2        |
| 20 | スティーブ・カニンガム (2期目) | アメリカ合衆国 | 2010年6月5日 - 2011年10月1日           | 1        |
| 21 | ヨアン・パブロ・エルナンデス   | ドイツ         | 2011年10月1日 - 2015年9月21日 (剥奪)   | 4        |
| 22 | ビクトル・ラミレス             | アルゼンチン   | 2015年9月21日 - 2016年5月21日          | 1        |
| 23 | デニス・レベデフ               | ロシア         | 2016年5月21日 - 2016年12月3日          | 0        |
| 24 | ムラト・ガシエフ               | ロシア         | 2016年12月3日 - 2018年7月21日          | 1        |
| 25 | オレクサンドル・ウシク         | ウクライナ     | 2018年7月21日 - 2019年6月15日 (返上)   | 1        |
| 26 | ユニエル・ドルティコス         | キューバ       | 2019年6月15日 - 2020年9月26日          | 0        |
| 27 | マイリス・ブリエディス         | ラトビア       | 2020年9月26日 - 2022年7月2日           | 1        |
| 28 | ジェイ・オペタイア             | オーストラリア | 2022年7月2日 - 2023年12月18日（返上）  | 1        |
| 29 | ジェイ・オペタイア（2期目）    | オーストラリア | 2024年5月18日 - 現在                   | 0        |

### 暫定王座
| 名前               | 国籍         | 在位期間                                      | 防衛回数 |
| ------------------ | ------------ | --------------------------------------------- | -------- |
| ビクトル・ラミレス | アルゼンチン | 2015年4月10日 - 2015年9月21日（正規王座昇格） | 0        |

## ヘビー級
| 代 | 名前                               | 国籍           | 在位期間                              | 防衛回数 |
| -- | ---------------------------------- | -------------- | ------------------------------------- | -------- |
| 初 | ラリー・ホームズ                   | アメリカ合衆国 | 1983年12月11日 (認定) - 1985年9月21日 | 3        |
| 2  | マイケル・スピンクス               | アメリカ合衆国 | 1985年9月21日 - 1987年2月26日 (剥奪)  | 2        |
| 3  | トニー・タッカー                   | アメリカ合衆国 | 1987年5月30日 - 1987年8月1日          | 0        |
| 4  | マイク・タイソン                   | アメリカ合衆国 | 1987年8月1日 - 1990年2月11日          | 6        |
| 5  | ジェームス・ダグラス               | アメリカ合衆国 | 1990年2月11日 - 1990年10月25日        | 0        |
| 6  | イベンダー・ホリフィールド         | アメリカ合衆国 | 1990年10月25日 - 1992年11月13日       | 3        |
| 7  | リディック・ボウ                   | アメリカ合衆国 | 1992年11月13日 - 1993年11月6日        | 1        |
| 8  | イベンダー・ホリフィールド (2期目) | アメリカ合衆国 | 1993年11月6日 - 1994年4月22日         | 0        |
| 9  | マイケル・モーラー                 | アメリカ合衆国 | 1994年4月22日 - 1994年11月5日         | 0        |
| 10 | ジョージ・フォアマン               | アメリカ合衆国 | 1994年11月5日 - 1995年6月29日 (剥奪)  | 1        |
| 11 | マイケル・モーラー (2期目)         | アメリカ合衆国 | 1996年6月22日 - 1997年11月8日         | 2        |
| 12 | イベンダー・ホリフィールド (3期目) | アメリカ合衆国 | 1997年11月8日 - 1999年11月13日        | 2        |
| 13 | レノックス・ルイス                 | イギリス       | 1999年11月13日 - 2001年4月22日        | 3        |
| 14 | ハシーム・ラクマン                 | アメリカ合衆国 | 2001年4月22日 - 2001年11月17日        | 0        |
| 15 | レノックス・ルイス (2期目)         | イギリス       | 2001年11月17日 - 2002年9月5日 (返上)  | 1        |
| 16 | クリス・バード                     | アメリカ合衆国 | 2002年12月14日 - 2006年4月22日        | 4        |
| 17 | ウラジミール・クリチコ             | ウクライナ     | 2006年4月22日 - 2015年11月28日        | 18       |
| 18 | タイソン・フューリー               | イギリス       | 2015年11月28日 - 2015年12月8日 (剥奪) | 0        |
| 19 | チャールズ・マーティン             | アメリカ合衆国 | 2016年1月16日 - 2016年4月9日          | 0        |
| 20 | アンソニー・ジョシュア             | イギリス       | 2016年4月9日 - 2019年6月1日           | 6        |
| 21 | アンディ・ルイス・ジュニア         | アメリカ合衆国 | 2019年6月1日 - 2019年12月7日          | 0        |
| 22 | アンソニー・ジョシュア (2期目)     | イギリス       | 2019年12月7日 - 2021年9月25日         | 1        |
| 23 | オレクサンドル・ウシク             | ウクライナ     | 2021年9月25日 - 2024年6月25日（返上） | 3        |
| 24 | ダニエル・デュボア                 | イギリス       | 2024年6月25日 - 現在                  | 1        |

### 暫定王座
| 名前               | 国籍     | 在位期間                                     | 防衛回数 |
| ------------------ | -------- | -------------------------------------------- | -------- |
| ダニエル・デュボア | イギリス | 2024年6月1日 - 2024年6月25日（正規王座昇格） | 1        |